# 352. strelska divizija (ZSSR)
352. strelska divizija (izvirno rusko 352. стрелковая дивизия; kratica 352. SD) je bila strelska divizija Rdeče armade v času druge svetovne vojne.

## Zgodovina
Divizija je bila ustanovljena avgusta 1941 v Bugulmi.